# 西班牙英語
西班牙英語（英語：Spanglish）是指含有西班牙语和英语词汇和语法的混合語言，是西班牙语和英语相互作用的结果，主要在美国使用。由于西班牙英語在每个地区都是独立产生的，所以它能反映不同地區的人在使用英语和西班牙语時會用到哪些词汇和语法。一般来说，一個地區的西班牙英語使用者不一定能理解另外一個地區所使用的西班牙英語。Spanglish一词最早出現於1933年。

## 外部鏈接
- Current TV video "Nuyorican Power（页面存档备份，存于）" on Spanglish as the Nuyorican language; featuring Daddy Yankee, Giannina Braschi, Rita Moreno, and other Nuyorican icons.
- Spanglish – the Language of Chicanos （页面存档备份，存于）, University of California
- What is Spanglish? Texas State University